# Alfonso Cossa
Alfonso Cossa (Milano, 3 novembre 1833 – Torino, 23 ottobre 1902) è stato un chimico italiano.

## Studi e professione
Figlio di Giuseppe, paleografo e bibliotecario alla Biblioteca di Brera. Fece gli studi secondari a Milano; nel 1852 passò a studiare presso l'Almo Collegio Borromeo in Pavia, dove si laureò in Medicina nel 1858.
Subito dopo la laurea divenne assistente e poi professore di Chimica presso l'Università degli Studi di Pavia. Nel 1866, su invito di Quintino Sella, allora Commissario regio a Udine, fondò il Regio Istituto tecnico di Udine di cui fu docente e Preside fino al 1872, anno in cui fondò la Scuola superiore di Agricoltura di Portici, di cui fu il primo direttore. A Portici rimase solo un anno, dall'ottobre 1872 all'ottobre 1873, quando si trasferì a Torino per dirigere la Stazione Agraria (1873-1882) e insegnare chimica agraria nel Museo industriale.
Nel 1882 successe ad Ascanio Sobrero in qualità di professore di chimica docimastica nella Scuola d'applicazione degli ingegneri di Torino (1882-1902), scuola che diresse per quindici anni (1887-1902).
Fu membro di numerose accademie sia italiane che straniere, tra cui l'Accademia dei Lincei, l'Istituto Lombardo, la Reale Accademia delle Scienze di Torino.

## Interessi scientifici
Laureatosi in medicina, volse i suoi interessi sempre più verso la chimica, orientandosi poi verso le applicazioni della chimica all'agricoltura, sulla spinta degli studi di Justus von Liebig, di cui tradusse anche alcuni lavori promuovendo la conoscenza in Italia dell'opera del chimico tedesco.
Oltre alla fisiologia vegetale e alla chimica agraria, volse i suoi interessi agli studi di pedologia, di mineralogia e di petrografia.
In particolare, si occupò dell'introduzione dei fertilizzanti inorganici in agricoltura, di chimica mineralogica e inorganica.

## Opere
- Sull'assorbimento delle radici : considerazioni e ricerche, Pisa, Tipografia Pieraccini, 1859, SBN RMS2666251.
- Sulla determinazione di alcune proprietà fisiche e chimiche delle terre coltivabili : considerazioni e ricerche, Pavia, Tip. Eredi Bizzoni, 1866, SBN TO01189064.
- Ricerche chimiche e microscopiche su roccie e minerali d'Italia : (1875-1880), Torino, V. Bona, 1881, SBN GEA0024083.
- Prime nozioni fondamentali di elettrochimica, Milano, Hoepli, 1901, SBN RMS0029908.